# باشه بیل
باشه بیل (به انگلیسی: Okay Bill) یک فیلم سینمایی آمریکایی محصول سال ۱۹۷۱ به کارگردانی جان جی آویلدسن است. 